# Traminda falcata
Traminda falcata là một loài bướm đêm trong họ Geometridae.